# كارول ريتشاردز
كارول ريتشاردز (بالإنجليزية: Carol Richards)‏ هي مغنية أمريكية، ولدت في 6 يونيو 1922 في هارفارد في الولايات المتحدة، وتوفيت في 16 مارس 2007 في فيرو بيتش ‏ في الولايات المتحدة.

## وصلات خارجية
- كارول ريتشاردز على موقع IMDb (الإنجليزية)
- كارول ريتشاردز على موقع ميوزك برينز (الإنجليزية)
- كارول ريتشاردز على موقع ديسكوغز (الإنجليزية)
- كارول ريتشاردز على موقع قاعدة بيانات الفيلم (الإنجليزية)